# Staatsmijn Beatrix

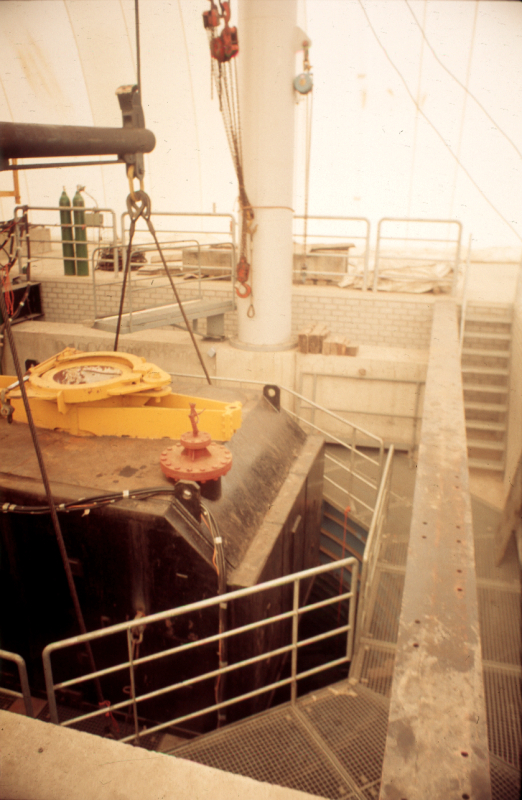
Der Schacht im Jahr 1987

Die Staatsmijn Beatrix ist ein bislang nicht in Förderung gegangenes Steinkohlenbergwerk in Herkenbosch in der Nähe von Roermond in den Niederlanden. Es handelt sich dabei um das letzte Bergwerk der Niederlande vor der Einstellung des Steinkohlenabbaus. Gleichzeitig sollte erstmals eine neue Lagerstätte erschlossen werden. Somit ist die Staatsmijn Beatrix nur bedingt zu den Steinkohlenbergwerken Süd-Limburgs zu rechnen.

## Geologische Lage
Nordöstlich des Aachener Reviers bzw. dessen südwestlicher Fortsetzung in den Niederlanden und Belgien befindet sich zunächst einmal ein etwa 20 km breiter Streifen ohne abbauwürdige Steinkohlevorräte. Darauf folgt der Wassenberger Horst, dessen Kohlevorrat bis 1997 von der Grube Sophia Jacoba in Hückelhoven abgebaut wurde.
Diese Lagerstätte zieht sich in nordwestlicher Richtung weiter und liegt somit zu einem großen Teil auf niederländischem Gebiet, wo sie nach einer dort gelegenen Landschaft Peel genannt wird.
Die Lagerstätten befinden sich in Teufen von 400 m bis ca. 1500 m, die nach Nordwesten hin abfallen.

## Geschichte
Schon Ende des 19. Jahrhunderts wurde nach weiteren Lagerstätten außer den bereits bekannten rund um Heerlen und Kerkrade gesucht. 1907 wurden die Kohlenfelder des Peel entdeckt. Nach dem Zweiten Weltkrieg war der Energiebedarf groß und die Kohlepreise waren hoch. Anfang der 1950er Jahre begann in vielen Ländern Westeuropas ein langanhaltender Wirtschaftsaufschwung (siehe auch Korea-Boom, Wirtschaftswunder, Trente Glorieuses in Frankreich).
1954 begann die staatliche niederländische Gesellschaft Koninklijke DSM mit dem Bau der Staatsmijn Beatrix.
Zwei Schächte wurden ab 1955 im Gebiet de Meinweg (ein schmaler bewaldeter Landstreifen, der an drei Seiten von deutschem Gebiet umgeben ist) niedergebracht. Die Schachtanlage lag dort, wo die Kohlenflöze in der geringsten Tiefe lagen; im größeren Umkreis gab es keine großen Siedlungen, die durch Bergschäden hätten beeinträchtigt werden können.
Es war geplant, das Bergwerk unterirdisch mit dem Nachbarbergwerk Sophia Jacoba zu verbinden, das damals überwiegend im Besitz niederländischer Unternehmen war. Da der Meinweg ziemlich schmal ist, liegen nur ungefähr 20 % des konzessionierten Abbaugebiets in den Niederlanden und 80 % in Deutschland. Die errechneten Kohlenvorräte im Konzessionsfeld belaufen sich auf etwa 1,2 Mrd. t Steinkohle.
Das Abteufen der Schächte geschah nach damals modernsten Methoden.
Während der Arbeiten begann die Kohlekrise, in deren Verlauf die Nachfrage nach Steinkohle sank und die nach Erdöl und Erdgas stark stieg.
1962 wurden die Arbeiten eingestellt; die Schächte waren damals etwa 710 m  tief.

## Gegenwart
Die Schächte wurden nicht vollständig verfüllt, sondern nur mit Betondeckeln versehen, um eine Inbetriebnahme bei verändertem Energiebedarf zu ermöglichen. Dies wäre möglich, da die Anlagen unterirdisch nie mit mittlerweile stillgelegten und vollgelaufenen Bergwerken in Verbindung standen. Zwar wären bei einer eventuellen Inbetriebnahme umfangreiche Arbeiten ober- und unterirdisch zu tätigen, jedoch wäre dies mit einer Vorlaufzeit von etwa drei Jahren möglich.